# Contea di Bradford (Pennsylvania)
La contea di Bradford (in inglese Bradford County) è una contea dello Stato della Pennsylvania, negli Stati Uniti. La popolazione al censimento del 2000 era di 62 761 abitanti. Il capoluogo di contea è Towanda.

## Geografia
La contea si trova nel nord-est dello Stato, al confine con lo Stato di New York. È costituita da colline aspre sull’Altopiano di Allegheny ed è drenata dai fiumi Susquehanna e Chemung, e dai torrenti Sugar, Towanda, Wappasening e Wyalusing.

### Contee confinanti
- Contea di Tioga (New York) - nord-est
- Contea di Susquehanna - est
- Contea di Wyoming - sud-est
- Contea di Sullivan - sud
- Contea di Lycoming - sud-ovest
- Contea di Tioga - ovest
- Contea di Chemung (New York) - nord-ovest

## Storia
La contea fu creata nel 1810 da parte delle contee di Luzerne e Lycoming e fu chiamata contea di Oneida per l'omonimo lago. Il 24 marzo 1812 fu ufficialmente rinominata Bradford, in onore di William Bradford, politico e giurista che fece parte del gabinetto di George Washington.

## Comuni[4]
| - Alba - borough - Albany - township - Armenia - township - Asylum - township - Athens - borough - Athens - township - Burlington - borough - Burlington - township - Canton - borough - Canton - township - Columbia - township - Franklin - township - Granville - township - Herrick - township - Le Raysville - borough - Leroy - township - Litchfield - township - Monroe - township | - Monroe - borough - New Albany - borough - North Towanda - township - Orwell - township - Overton - township - Pike - township - Ridgebury - township - Rome - township - Rome - borough - Sayre, borough - Sheshequin - township - Smithfield - township - South Creek - township - South Waverly, borough - Springfield - township - Standing Stone - township - Stevens - township | - Sylvania - borough - Terry - township - Towanda - borough - Towanda - township - Troy - township - Troy - borough - Tuscarora - township - Ulster - township - Warren - township - Wells - township - West Burlington - township - Wilmot - township - Windham - township - Wyalusing - borough - Wyalusing - township - Wysox - township |